# Honeysuckle
«Honeysuckle» (с англ. — «Жимолость») — песня в стиле поп и инди-поп, написанная американским музыкантом и исполнителем Грейсоном Ченсом, выпущенная в качестве внеальбомного сингла 8 мая 2020 года.
«Honeysuckle» — третий внеальбомный сингл Ченса, выпущенный между альбомами «Portraits» и «Trophies» и второй, выпущенный в 2020 году.

## История
В 2019 году Ченс выпустил свой второй сольный альбом «Portraits» и в начале 2020 года в Северной Америке закончил мировое турне в его поддержку. Хотя об этом не было объявлено официально, СМИ относили все релизы после сингла «White Roses» к следующему готовящемуся альбому Ченса «Trophies», о работе над которым он рассказывал ещё во время вышеуказанных гастролей. Настоящий сингл не стал исключением.
Ченс сам написал песню, а также спродюсировал её вместе с британским исполнителем Kwassa.
По словам самого Грейсона Ченса, эта песня о том, как меняется человек в разные времена года.

Грейсон Ченс о песне: «Honeysuckle» вдохновлена моими личностными изменениями, которые происходят от лета к зиме. Каждый год я замечаю всё большую разницу между собой и сменой сезонов. В холодные месяцы я более сдержан и робок, в то время, как в тёплые месяцы я обнимаю беззаботную энергию. Я хотел, чтобы эта песня представляла переход между неуверенностью и уверенностью, между застенчивостью и общительностью, между чувством скованности [запертости] и свободой. Каждый раз, когда я слышу её, она напоминает мне о моих подростковых годах и вызывает у меня ностальгию. Я надеюсь, что то же самое она делает и со слушателями.
Оригинальный текст (англ.)“Honeysuckle’ is inspired by my own personality changes from the summer to the winter. Every year, I notice a larger difference within myself as the season changes. In the colder months, I am more reserved and more timid, while in the heat, I embrace a carefree energy. I wanted this song to represent that change between unsure and sure, between shy and outgoing, between guarded and free. It reminds me of my teenage years anytime I hear it, and it makes me feel nostalgic. I hope it does the same for the listener.”.

Как и некоторые другие свои песни, Ченс впервые представил «Honeysuckle» миру во время живой трансляции общения с поклонниками в приложении Instagram и на YouTube. В конце примерно получасовой трансляции и общения со слушателями, Ченс исполнил акустическую версию песни на пианино в собственной спальне.

## Видеоклип
На песню был снят видеоклип (реж. Rahul Chakraborty). Клип снимался в штате Оклахома, где в настоящее время Ченс проживает постоянно.
Музыкант также исполнил песню и записал видеоклип из собственной спальни: это произошло во время самоизоляции из-за пандемии COVID-19, которая затронула весь мир, когда все концерты были отменены, а музыканты зачастую выступали онлайн из собственного дома или студии.

## Форматы записи
Песня была выпущена в качестве цифрового сингла, доступного для покупки онлайн или стриминга 8 мая 2020 года.
12 июня 2020 года был выпущен ремикс на композицию — Julian Lamadrid Remix (3:45). Песню смиксовал бруклинский музыкант мексиканского происхождения Джулиан Ламадрид. Би-сайдом к ремиксу стала обычная версия песни, выпущенная 8 мая того же года.

## Отзывы критиков
- Музыкальный журнал «Billboard» называет песню «восхитительной». Обозреватель Стивен Доу пишет, что Ченс представляет слушателям «увлекательный музыкальный пейзаж, в котором можно жить чуть более двух минут»[12].
- В своём обзоре сингла портал «Album Confessions» называет его «любовным посланием Ченса лету». Обозреватель продолжает: «Трек, как всегда, превосходен благодаря способностям Чанса сочинять песни.»[13].
- Райан О’Коннелл, обозреватель «Soundigest» называет песню «болезненно-сладкой» и «очень интересным прослушиванием». Он сравнивает вокал Ченса с альбомом Тейлор Свифт «Reputation», но в отличие от песни «Delicate», где вокодер работал над изображением уязвимости, искажение голоса музыканта на «Honeysuckle» даёт ощущение измерения и силы, работая с текстом песни, чтобы передать то чувство радости и свободы, которое приходит по мере прослушивания[5].
- Портал «Thomasbleach» в своём обзоре называет «Honeysuckle» «пульсирующим треком», в котором музыкант экспериментирует «с вокодером, дисторшном и творческой основой». Песня сравнивается с Lauv и Конаном Греем[3].
- Эндрю Хендерсон, обозреватель «Chordmag», сравнивает сингл с хитом Троя Сивана «Bloom» (2018), однако отмечает, что вокальные эффекты, такие как повторения, перефразирования и т. д. уже звучали в композиции австралийского исполнителя, поэтому Ченс со своим синглом «немного отстаёт от графика». Кроме того, Хендерсон отмечает, что песня достаточно короткая и обрывается после двух минут, однако «в каком-то смысле это разумно, поскольку заставляет слушателя хотеть большего»[4].